# Marcel Kint Classic

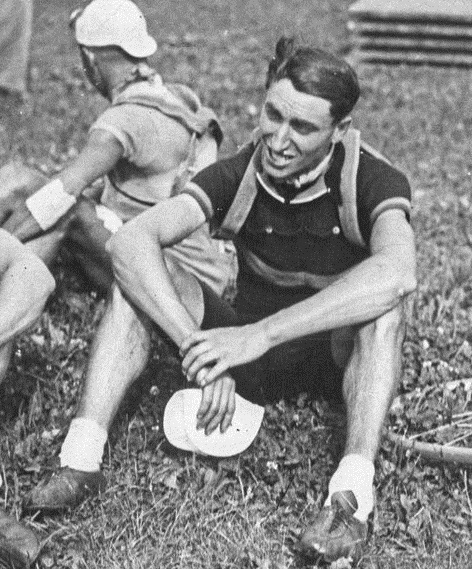
Marcel Kint (ici lors du Tour de France 1936) est l'homonyme de la course, disputée dans sa ville natale.

La Marcel Kint Classic (anciennement Grand Prix Marcel Kint, puis Van Merksteijn Fences Classic) est une course cycliste sur route masculine disputée depuis 1930 à Zwevegem, en Belgique. Nommée en l'honneur de l'ancien coureur Marcel Kint, elle fait partie de l'UCI Europe Tour à partir de 2016. Classée en catégorie 1.2 en 2016 et 2017, elle passe en catégorie 1.1 en 2018. En 2018, l'épreuve devient une des manches de la Coupe de Belgique sur route.
L'édition 2020 est annulée en raison de la pandémie de coronavirus,. La course est nommée Van Merksteijn Fences Classi.
En 2024, la course est initialement prévue pour se dérouler le 25 mai sous le nom de Marcel Kint Classic, avant d'être annulée pour des raisons financières.
Deux cyclistes originaires de Zwevegem ont remporté la course  : Marcel Kint (1935) et Baptiste Planckaert (2011 et 2015). 

## Palmarès
| 1930 · Adolf Van Bruaene 1935 · Marcel Kint 1936 · Michel D'Hooghe 1937 · Albert Beirnaert 1938 · Frans Binnemans 1942 · Jef Vande Weghe 1947 · Albert Paepe 1948 · Roger Cnockaert 1949 · Valère Ollivier 1950 · Valère Ollivier 1951 · Basiel Wambeke 1952 · Willem Labaere 1953 · Willy Geers 1954 · Russell Mockridge 1955 · Georges Decraeye 1956 · Jef Planckaert 1957 · Gustaaf Van Vaerenbergh 1958 · Jef Planckaert 1959 · Gilbert Desmet 1960 · Arthur Decabooter | 1961 · Jef Planckaert 1962 · Jef Planckaert 1963 · Norbert Kerckhove 1964 · Frans Melckenbeeck 1965 · Ward Sels 1966 · Roland Van De Rijse 1967 · Noël Van Clooster 1968 · non disputé 1969 · André Dierickx 1970 · Willy Van Neste 1971 · Guido Reybrouck 1972 · Christian Callens 1973 · Frans Verbeeck 1974 · Willy Van Neste 1975 · Ronald De Witte 1976 • José Vanackere 1977 • Willy Planckaert 1978 • Alain Desaever 1979 • Lieven Malfait |

## Palmarès depuis 1980
| Année                 | Vainqueur               | Deuxième                | Troisième               |                  |
| --------------------- | ----------------------- | ----------------------- | ----------------------- | ---------------- |
| 1980                  | Patrick Devos           | Eddy Vanhaerens         | Pol Verschuere          |                  |
| 1981                  | Willy Teirlinck         | Walter Dalgal           | Eddy Vanhaerens         |                  |
| 1982                  | Dirk Heirweg            | Charles Jochums         | Marc Goossens           |                  |
| 1983                  | Luc Meersman            | Rudy Delehouzée         | Eddy Vanhaerens         |                  |
| 1984                  | Eddy Planckaert         | Danny Van Baelen        | Franky Van Oyen         |                  |
| 1985                  | Franky Van Oyen         | Tim Harris              | Daniel Rossel           |                  |
| 1986                  | Roger Ilegems           | Benjamin Van Itterbeeck | Rik Mannaerts           |                  |
| 1987                  | Frank Pirard            | Leon Nevels             | Etienne De Wilde        |                  |
| 1988                  | Franky Pattyn           | Danny Janssens          | Yvan Lamote             |                  |
| 1989                  | Ludo Giesberts          | Jan Bogaert             | Frank Francken          |                  |
| 1990                  | Ludo Giesberts          | Patrick Verschueren     | Jan Bogaert             |                  |
| 1991                  | Marnix Lameire          | Peter Naessens          | Rik Coppens             |                  |
| 1992                  | Ferdi Dierickx          | Jan Bogaert             | Kurt Onclin             |                  |
| 1993                  | Michel Vermote          | Rudy Verdonck           | Pierre Herinne          |                  |
| 1994                  | Wim Omloop              | Patrick Van Roosbroeck  | Patrick De Wael         |                  |
| 1995                  | Anders Eklundh          | Marat Ganeïev           | Johnny van Cadsand      |                  |
| 1996                  | Danny Daelman           | Lars Michaelsen         | Peter Spaenhoven        |                  |
| 1997                  | Peter Van Petegem       | Franky Van Haesebroucke | Andy De Smet            |                  |
| 1998                  | Bart Heirewegh          | Geert Omloop            | Andy De Smet            |                  |
| 1999                  | Adrie van der Poel      | Filip Vereecke          | Gianni Rivera           |                  |
| 2000                  | Eric De Clercq          | Peter Van Petegem       | Bart Heirewegh          |                  |
| 2001                  | Jan van Velzen          | Marc Roland             | Bart Heirewegh          |                  |
| 2002                  | Gordon McCauley         | Thierry De Groote       | Mindaugas Goncaras      |                  |
| 2003                  | Aivaras Baranauskas     | Christoph Roodhooft     | Christophe Waelkens     |                  |
| 2004                  | Frank Vandenbroucke     | Steven De Neef          | Mindaugas Goncaras      |                  |
| 2005                  | Frank Vandenbroucke     | Hamish Haynes           | Bert Scheirlinckx       |                  |
| 2006                  | Kevin Van der Slagmolen | Geert Omloop            | Steven Thys             |                  |
| 2007                  | Geert Omloop            | Johan Coenen            | Bert De Waele           |                  |
| 2008                  | Niko Eeckhout           | Sven Nys                | Geert Omloop            |                  |
| 2009-2010 non disputé |                         |                         |                         |                  |
| 2011                  | Baptiste Planckaert     | Jonas Ljungblad         | Aidis Kruopis           |                  |
| 2012                  | Ramūnas Navardauskas    | Kess Heytens            | Tijmen Eising           |                  |
| 2013                  | Iljo Keisse             | Stijn Steels            | Baptiste Planckaert     |                  |
| 2014                  | Brian van Goethem       | Fréderique Robert       | Matthias Van Holderbeke |                  |
| 2015                  | Baptiste Planckaert     | Alexander Krieger       | Brian van Goethem       |                  |
| 2016                  | Jan-Willem van Schip    | Michiel Dieleman        | Emiel Vermeulen         |                  |
| 2017                  | Jonas Rickaert          | Anders Skaarseth        | Olivier Pardini         |                  |
| 2018                  | Nacer Bouhanni          | Cees Bol                | Dries De Bondt          |                  |
| 2019                  | Bryan Coquard           | Nacer Bouhanni          | Alfdan De Decker        |                  |
| 2020                  | annulé/abandonné        | annulé/abandonné        | annulé/abandonné        | annulé/abandonné |
| 2021                  | Álvaro Hodeg            | Tim Merlier             | Danny van Poppel        |                  |
| 2022                  | Arnaud De Lie           | Luca Mozzato            | Gerben Thijssen         |                  |
| 2023                  | Caleb Ewan              | Tim Merlier             | Gerben Thijssen         |                  |
| 2024                  | annulé/abandonné        | annulé/abandonné        | annulé/abandonné        | annulé/abandonné |
| 2025                  | annulé/abandonné        | annulé/abandonné        | annulé/abandonné        | annulé/abandonné |